# اعتلال الأهداب الخلوية
اعتلال الأهداب الخلوية (اختصارًا اعتلال الأهداب) هو اضطراب جيني يصيب الأهداب الخلوية، أو البنى التي ترتكز عليها، التي تدعى الأجسام القاعدية، أو يصيب الوظيفة الهدبية.
يعتبر الهدب الأولي مهمًا في توجيه عملية التطور، لذا قد يؤدي خلل الوظيفة الهدبية أثناء تطور المضغة إلى مجموعة من التشوهات الوارد حدوثها بصرف النظر عن نوع المشكلة الجينية الموجودة. يدل وجود التشابه بين الخصائص السريرية للاضطرابات التطورية أنها تشكل مجموعة مميزة من المتلازمات، والتي يمكن نسبها بكل سهولة إلى شذوذ الوظيفة الهدبية، ولذلك دُعيت اعتلالات الأهداب (ثيليوباثيز). بصرف النظر عن سببها الدقيق، تجمع هذه الاضطرابات مجموعة مميزة من الصفات التي تعرف المتلازمة المُسببة بالاعتلال الهدبي.
رغم أن الاعتلال الهدبي يشمل عادةً وجود اضطرابات في البروتينات المتوضعة في الأهداب المتحركة و/أو غير المتحركة (الأولية) أو الجسيمات المركزية، من الممكن أن يترافق هذا الاعتلال مع وجود اضطراب في بروتينات غير متوقعة، مثل بروتين «إكس بّي إن بّي إي بّي 3» (XPNPEP3) الذي يتوضع في المتقدرات، ولكن يُعتقد أنه يؤثر على الوظيفة الهدبية من خلال عملية الانشطار الانحلالي البروتيني للبروتينات الهدبية.
حدث تقدم هام في فهم أهمية الأهداب في منتصف تسعينيات القرن العشرين، ولكن الدور الفيزيولوجي الذي تلعبه هذه العضيات في أغلب النسج يبقى محيرًا. ما تزال الدراسات الجديدة التي تحاول فهم علاقة سوء الوظيفة الهدبية مع حدوث أمراض شديدة ومرضيات تطورية تشكل موضوع الأبحاث الحالية.

## العلامات والأعراض
يشمل الاعتلال الهدبي مجموعة واسعة من الأعراض التي يمكن أن تشكل ميزاته السريرية:
- الشذوذات الحسية الكيميائية، عادة تحدث بسبب اختلال وظيفة الخلايا الظهارية المهدبة.[6]
- عيوب الإحساس الحراري أو الميكانيكي، غالبًا بسبب اختلال وظيفة الخلايا الظهارية المهدبة.[7]
- خلل الوظيفة الحركية للأهداب.
- اضطرابات في إزاحة السائل خارج الخلوي.
- شذوذ في تنبيغ (تحويل) الإشارة نظيرة الصماوية.

في العضويات السليمة، تلعب الأهداب دورًا مهمًا في:
- التطور.[8]
- الاستتباب.
- الإخصاب.

## الآلية المرضية
في الواقع، الهدب المتحرك هو آلة جزيئية مكونة مما يزيد عن 600 معقد بروتيني جزيئي، وتعمل العديد منها أيضًا بشكل مستقل على أنها آلات جزيئية. يعمل الهدب عمل المستقبل الحسي الكيميائي أو الميكانيكي ويشابه نظام تحديد المواقع إذ يكشف التغيرات في البيئة المحيطة. على سبيل المثال، تلعب الإشارة الخلوية دورًا في بدء الاستبدال الخلوي بعد تضرر الخلية.
بالإضافة إلى دورها الحسي المتواسط بالإشارات النوعية، تلعب الأهداب دورًا إفرازيًا، إذ تحرر محلولًا بروتينيًا يؤثر على جريان تيار السائل في الخلايا الظهارية، ويمكن أن تتواسط جريان السائل بشكل مباشر حين تكون الأهداب متحركة. تلعب الأهداب الأولية في الشبكية دورًا في نقل الغذاء إلى العصي والمخاريط غير الموعاة من الخلايا الموعاة التي تتوضع خلف سطح الشبكية بعدة ميكرومترات.
تشمل سبل تنبيغ الإشارة المشاركة في هذه العملية سبيل إشارة هيدجهوج وسبيل إشارة «دبليو إن تي».

## الجينات
كما يمكن أن تشارك الجينات في حدوث أمراض متشابهة، فقد تلعب نفس هذه الجينات والعائلات الجينية دورًا جزئيًا في مجموعة من الأمراض المختلفة. على سبيل المثال، فقط في مرضين مسببين بسوء الوظيفة الهدبية، متلازمة ميكل جروبر ومتلازمة باردت بيدل، يملك المرضى الذين يحملون طفرات في الجينات المرتبطة مع كلا المرضين أعراضًا مميزة لا تُرى في كل مرض على حدة. تتداخل الجينات المرتبطة مع هاتين الحالتين المختلفتين فيما بينها خلال عملية التطور. يسعى علماء بيولوجيا النظم إلى تحديد الوحدات الوظيفية التي تحتوي جينات متعددة ثم ملاحظة الاضطرابات التي تملك النمط الظاهري الملائم لهذه الوحدة.
يمكن أن يترافق نمط شكلي ما بدرجة كبيرة مع العديد من حالات الاعتلالات الهدبية التي تشترك الأهداب الأولية في إمراضيتها. والطيف الواسع من طفرات جينات الاعتلال الهدبي الموجودة في الأمراض المختلفة هو أحد النواحي الواضحة في هذا الترافق.

## التاريخ
رغم أن الأهداب الأولية (غير المتحركة) وصفت للمرة الأولى عام 1898، تجاهلها الباحثون بشكل كبير. ولكن استمر اختصاصيو المجاهر بتوثيق وجودها في خلايا أغلب العضويات الفقارية. اعتبر الهدب الأولي لفترة طويلة -مع القليل من الاستثناءات- من البقايا التطورية غير المفيدة بشكل كبير، أو ما يدعى العضية اللاوظيفية. كشفت الأبحاث الأخيرة أن الأهداب ضرورية للعديد من أعضاء الجسد. تلعب هذه الأهداب أدوارًا هامةً في الإحساس الكيميائي والميكانيكي والحراري. وبالتالي يبدو الهدب مستشعرًا خلويًا ينسق عددًا كبيرًا من سبل التأشير الخلوية، وأحيانًا يزاوج الإشارات مع الحركات الخلوية أو انقسام وتمايز الخلية بدلًا من ذلك.
سمحت التطورات الأخيرة في الأبحاث الجينية عند الثدييات بإمكانية فهم الأساس الجزيئي لعدد من آليات خلل الوظيفة في بنى كل من نوعي الأهداب الخلوية المتحركة والأولية (غير المتحركة). إذ اكتشفت عدد من سبل التأشير التطورية الضرورية للتطور الخلوي. وُجدت هذه السبل بشكل أساسي (لكن ليس حصري) في الأهداب الأولية غير المتحركة. تحدث عدد من التظاهرات الملحوظة الشائعة في الاضطرابات والأمراض الجينية في الثدييات بسبب خلل التكون الهدبي وخلل الوظيفة الهدبية. حالما تُحدد هذه التظاهرات يمكن وصف مجموعة من العلامات المميزة للاعتلال الهدبي.
اتهمت الأهداب في الفترة الأخيرة بالاشتراك بمجموعة واسعة من الأمراض الجينية البشرية من خلال اكتشاف أن البروتينات الضخمة المرتبطة بأمراض الثدييات تتوضع في الأجسام القاعدية والأهداب. على سبيل المثال، عند دراسة جانب واحد فقط من فيزيولوجيا مرض داء الكيسات الكلوية الذي يصيب البشر، عُرف أن الجينات والبروتينات المرتبطة بالأهداب تملك تأثيرًا سببيًا على داء الكلية عديدة الكيسات، وسحاف الكلية، والنمط الخامس من متلازمة سنيور لوكن، والنمط الأول من متلازمة فم-وجه-إصبع، ومتلازمة باردت بيدل.